# Cachorrilla
Cachorrilla è un comune spagnolo di 95 abitanti situato nella comunità autonoma dell'Estremadura.